# Colophina monstrifica
Colophina monstrifica är en insektsart som beskrevs av Aoki 1983. Colophina monstrifica ingår i släktet Colophina och familjen långrörsbladlöss. Inga underarter finns listade i Catalogue of Life.